# Johann Georg Gmelin
Johann Georg Gmelin o Ioanne Georgio Gmelin (in russo Иоганн Георг Гмелин?; Tubinga, 8 agosto 1709 – Tubinga, 20 maggio 1755) è stato un botanico ed esploratore tedesco.

## Biografia

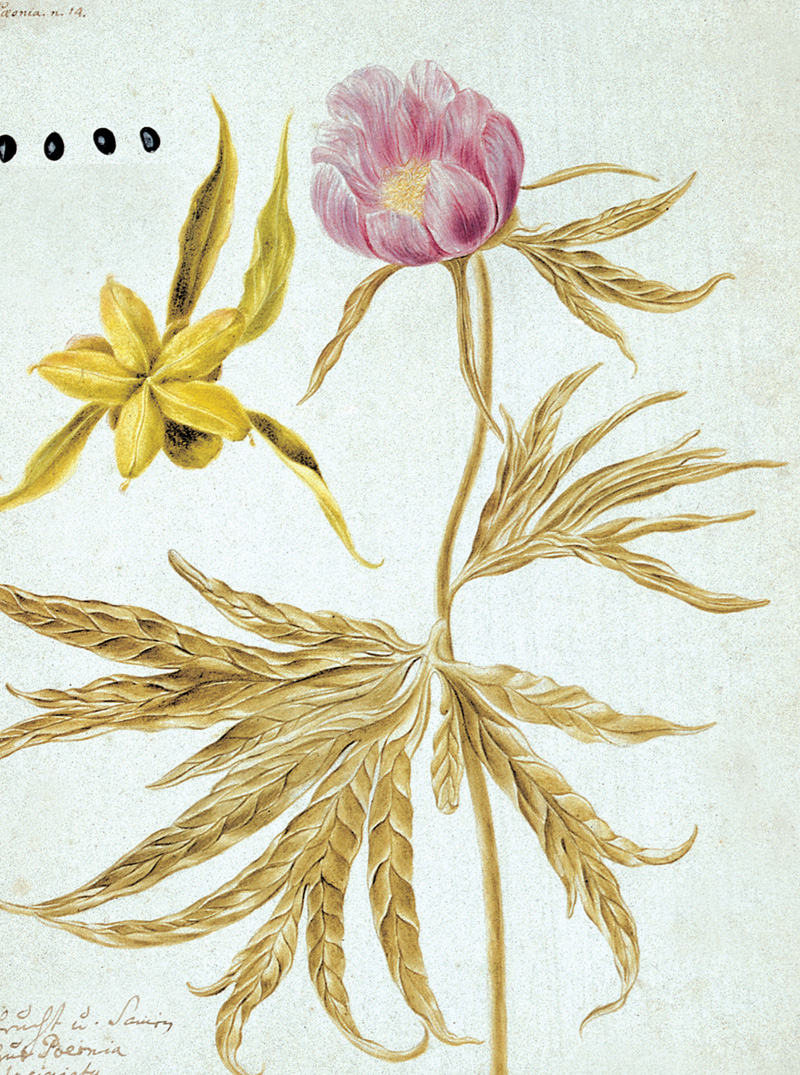
Paeonia anomala L. da Flora Sibirica

Gmelin nacque a Tubinga, figlio di un professore dell'Università di Tubinga. Fu un bambino prodigio ed iniziò a frequentare l'università all'età di 14 anni. Nel 1727 si laureò in medicina all'età di 18 anni. Si recò a San Pietroburgo dove fu iscritto all'Accademia russa delle scienze nel 1728. Tenne conferenze presso l'università a partire dal 1730, e l'anno dopo fu nominato professore di chimica e storia naturale.
Su suo consiglio, Johann Amman lasciò Hans Sloane a Londra per assumere un incarico a San Pietroburgo. Gli ultimi due volumi del Centuria di Johann Christian Buxbaum (1693-1730) furono pubblicati postumi da Gmelin.

### La seconda spedizione in Kamčatka
Gmelin fu uno dei tre professori chiamati ad unirsi a Vitus Bering per la seconda spedizione in Kamčatka (1733-43). Nelle prime fasi della spedizione, partita da San Pietroburgo nell'agosto 1733, fu accompagnato dal giovane studente Stepan Petrovič Krašeninnikov. Viaggiarono insieme attraverso gli Urali e la Siberia occidentale fino a Enisejsk. Descrissero la posizione del fiume Enisej come confine tra Europa e Asia e parteciparono alle misurazioni della più bassa temperatura mai registrata a Enisejsk. Fu anche la prima persona a misurare il fatto che il livello del mar Caspio era sotto a quello del mar Mediterraneo. Raggiunse infine il quartier generale di Bering a Jakutsk nel settembre 1736.
Sfortunatamente la casa di Gmelin bruciò l'8 novembre, distruggendo tutte le sue collezioni di storia naturale e gli appunti, oltre a parte della sua libreria. L'estate seguente raccolse di nuovo più specimen possibili per sostituire quelle perse nell'incendio. Il suo Flora Sibirica (1747-1769) si basava sulle sue osservazioni e sulle cose raccolte. Contiene le descrizioni di 1178 specie, 294 delle quali illustrate. Suo nipote, Samuel Gottlieb Gmelin, lo aiutò nella stesura degli ultimi due volumi. Un quinto volume di Flora Sibirica, dedicato soprattutto alle crittogame, fu scritto da Stepan Petrovič Krašeninnikov ma mai stampato. Gmelin descrisse anche il viaggio nel suo Reise durch Sibirien von dem Jahr 1733 bis 1743 (1751-1752).

### Vecchiaia
Gmelin tornò all'università di Tubinga nel 1747 diventandone professore di medicina e, nel 1751, direttore del giardino botanico universitario. La descrizione dei suoi viaggi fu pubblicata qui. Il libro fu tradotto in francese e olandese ma non in russo, "perché conteneva osservazioni e commenti negativi sui russi".

## Omaggi e riconoscimenti
Nel 1749 Gmelin fu nominato membro straniero della Accademia reale svedese delle scienze.
Le piante del genere Gmelina (Lamiaceae) e molte altre decine di piante ed animali portano il suo nome.